# Mosquiter de Flores
El mosquiter de Flores (Phylloscopus floresianus; syn: Phylloscopus presbytes floresianus) és una espècie d'ocell de la família dels fil·loscòpids (Phylloscopidae). És endèmic de les muntanyes de l'illa de Flores. Els seus hàbitats principals són els boscos temperats, els boscos tropicals i subtropicals de frondoses humits de l'estatge montà. El seu estat de conservació encara no ha estat avaluat.

## Taxonomia
Anteriorment era considerat coespecífic amb el mosquiter de Timor, però el Congrés Ornitològic Internacional (versió 12.1, gener 2022), el segmentà en base al plomatge i diferències vocals.
Segons la llista mundial d'ocells del Congrés Ornitològic Internacional (versió 13.2, juliol 2023) aquest tàxon tindria la categoria d'espècie. Tanmateix, altres obres taxonòmiques, com el Handook of the Birds of the World i la quarta versió de la BirdLife International Checklist of the birds of the world (Desembre 2019), el consideren encara una subespècie del mosquiter de Timor (P. trivirgatus nigrorum).